# Luc Bouchard
Joseph Luc André Bouchard (ur. 18 listopada 1948 w Cornwall) – kanadyjski duchowny katolicki, biskup Trois Rivières w latach 2012–2021.

## Życiorys
Święcenia kapłańskie otrzymał 4 września 1976 i został inkardynowany do diecezji Alexandria-Cornwall. Pełnił funkcje m.in. wikariusza kilku parafii w Cornwall i rektora tamtejszej konkatedry, wykładowcy seminarium w Montrealu, a także rektora seminarium w Edmonton.
8 września 2001 papież Jan Paweł II mianował go ordynariuszem diecezji Saint Paul w Albercie. Sakry biskupiej udzielił mu 9 listopada 2001 arcybiskup Edmonton - Thomas Collins.
2 lutego 2012 został prekonizowany ordynariuszem Trois Rivières. Ingres odbył się 26 marca 2012. 25 stycznia 2021 papież przyjął jego rezygnację z pełnionego urzędu. 